# 데이비드 밸신

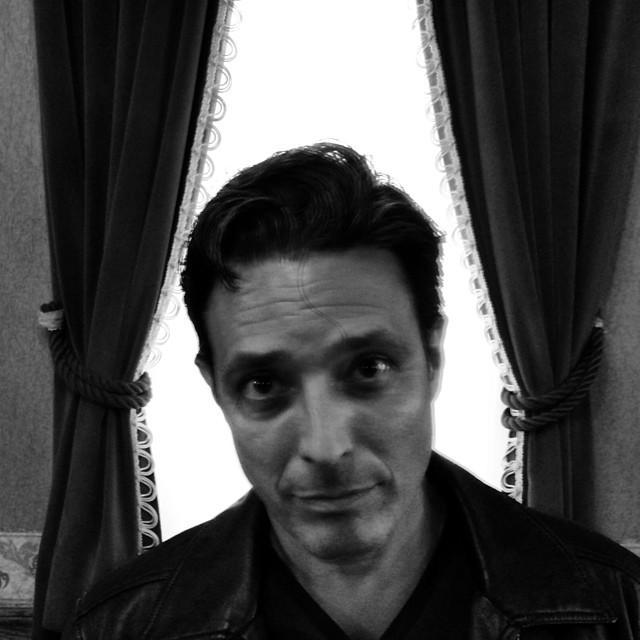

데이빗 밸신(David Valcin, 1964년 9월 11일 ~ )은 미국의 배우이다.
스태튼 아일랜드에서 태어났다.

## 방송
- 퍼슨 오브 인터레스트 3
- 퍼슨 오브 인터레스트 2
- 퍼슨 오브 인터레스트 1
- 투 오브 어 카인드

## 영화
- 센트럴 파크 (2017년)
- 뉴욕의 연인들 (2011년) - 리포터 머피 역
- 레스큐 미 시즌1 (2004년)
- 크로커다일 2 (2001년)
- 투 오브 어 카인드 (1998년)
- 법과 질서 (1990년)